# الخدمات الصحية للدولة الإسلامية
الخدمة الصحية للدولة الإسلامية (ISHS) ( العربية: الخدمات الصحية للدولة الإسلامية، رومنة: al-Khidmāt al-ṣiḥḥīyah lil-dawlah al-Islāmīyah  الإلكترونية الإلكترونية ) كانت خدمة رعاية صحية يديرها تنظيم الدولة الإسلامية، وقد ظهرت لأول مرة في مقطع فيديو دعائي، وكان الفيديو والشعار يشبهان شعار هيئة الخدمات الصحية الوطنية وعرض الفيديو.

## تاريخ
عُرض لأول مرة في عام 2015 في مقطع فيديو دعائي لإظهار كذب " وسائل الإعلام الغربية " ولإظهار التقدم الصحي الذي أحرزته الدولة الإسلامية، وقد شرح الخدمة أسترالي من مواليد ملبورن، تحت اسم أبو يوسف. طُوِّرت أول المباني التي أنشئت باستخدام ISHS في الرقة، سوريا والموصل، العراق. ثم بدأت في النمو في العراق أكثر في أماكن مثل الموصل وتكريت، وهذا من شأنه أيضًا أن يعزز المزيد من الدعاية التي تدعو المسلمين السنة، وخاصة البريطانيين والأستراليين، للانضمام إلى الدولة الإسلامية والانضمام إلى القوات الطبية هناك. كما ورد أيضًا أن حفنة من الطبيبات قد أُعدمن بعد عدم امتثالهن لعلاج أعضاء الجماعة الإرهابية وأستبدلن بأطباء ذكور في المستشفيات التي تديرها ISHS. قدمت الخدمة لقاحات شلل الأطفال الجماعية وعلاج السرطان للأشخاص الذين يعيشون تحت حكم الدولة الإسلامية في مستشفيات الموصل. ستقضي القوات الجوية الأمريكية على  المستشفيات التي تستخدم لعلاج المسلحين لإبطاء قتال تنظيم الدولة الإسلامية، ووضع حد له. إلى معظم المستشفيات التي تديرها ISHS.